# Narašino
Narašino (japonsky 習志野市) je město v prefektuře Čibě v Japonsku. K roku 2018 v něm žilo bezmála 173 tisíc obyvatel.

## Poloha a doprava
Narašino leží na pobřeží Tokijského zálivu východně od Funabaši a západně od Čiby.
Město je železničním uzlem. Vede zde například železniční trať Mitaka – Čiba, na které provozuje vlaky JR East.

## Dějiny
Městem je Narašino od 1. srpna 1954, kdy bylo také přejmenováno z předchozího jména Cudanuma.

### Rodáci
- Daiči Suzuki (* 1967), plavec